# Eedson Louis Millard Burns

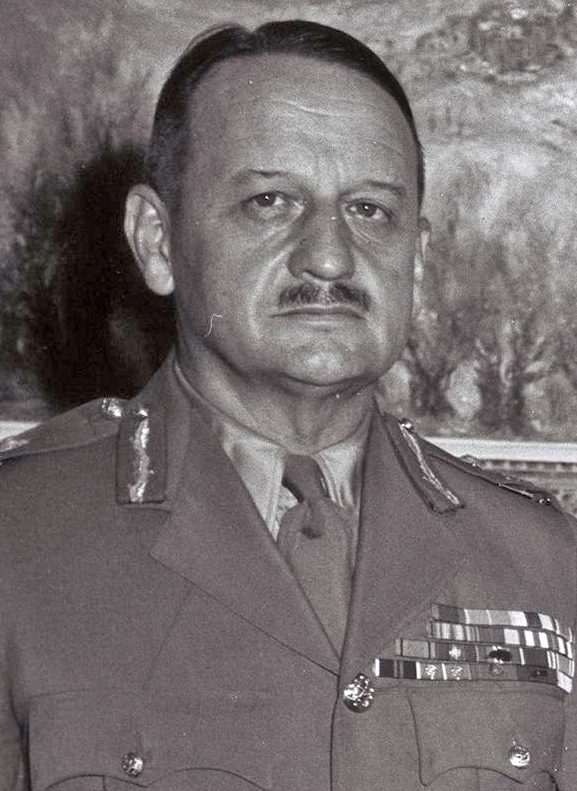
Generalleutnant Eedson Louis Millard „Tommy“ Burns

Eedson Louis Millard „Tommy“ Burns, CC, DSO, OBE, MC, CD (* 16. September 1897 in Montreal, Québec; † 13. September 1985) war ein kanadischer Offizier, der als Generalmajor von 1954 bis 1956 Kommandeur / Chef des Stabes der Organisation der Vereinten Nationen zur Überwachung des Waffenstillstands (United Nations Truce Supervision Organization) im Nahen Osten sowie als Generalleutnant im Zuge der Sueskrise zwischen 1956 und 1959 Kommandeur der Notfalltruppe der Vereinten Nationen UNEF (United Nations Emergency Force) war, die den Frieden zwischen Israel und Ägypten sichern sollte. Im Anschluss war er zwischen 1960 und 1968 Chefunterhändler Kanadas für Abrüstungsangelegenheiten beim 18-Nationen-Komitee für Abrüstung ENDC (Eighteen Nation Disarmament Committee) in Genf.

## Leben

### Offiziersausbildung, Erster und Zweiter Weltkrieg

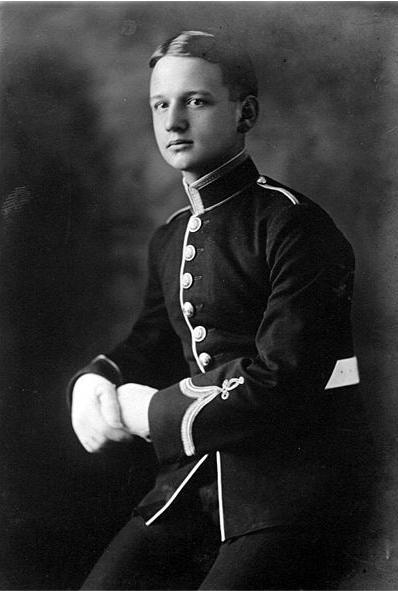
Tommy Burns als Kadett des Royal Military College of Canada in Kingston

Eedson Louis Millard „Tommy“ Burns absolvierte nach dem Schulbesuch eine Offiziersausbildung am Royal Military College of Canada in Kingston und fand danach verschiedene Verwendungen als Offizier des Corps of Royal Canadian Engineers des Heeres. Er nahm am Ersten Weltkrieg teil und wurde aufgrund seiner Tapferkeit und seiner Verdienste am 10. Januar 1917 mit dem Military Cross (MC) ausgezeichnet. Er war zwischen dem 1. Mai 1931 und dem 24. Dezember 1936 Generalstabsoffizier Zweiten Grades für Inspektionen im Hauptquartier für Nationale Verteidigung. Am 3. Juni 1935 wurde Major Burns mit dem Offizierskreuz des Order of the British Empire (OBE) ausgezeichnet und erhielt am 15. Juli 1935 den Brevet-Rang als Oberstleutnant. Nachdem er vom 25. Dezember 1936 bis zum 14. Dezember 1938 Generalstabsoffizier im 4. Militärbezirk war, besuchte er zwischen dem 2. Februar und dem 9. März 1939 das Imperial Defence College (IDC) in London. Im Anschluss blieb er im Vereinigten Königreich und war dort vom 3. bis zum 17. September 1939 zunächst Generalstabsoffizier Ersten Grades im Canada House, dem Hochkommissariat Kanadas am Londoner Trafalgar Square sowie im Anschluss nach Beginn des Zweiten Weltkrieges vom 17. September 1939 bis zum 19. Mai 1940 Generalstabsoffizier Ersten Grades im dortigen Militärischen Hauptquartier. 
Danach folgte im Mai 1940 eine kurze Verwendung als Kommandeur für Verstärkungsmaßnahmen in der Garnison Aldershot sowie nach seiner Beförderung zum Oberst am 14. Mai 1940 vom 29. Mai bis 5. August 1940 als Generalstabsoffizier Ersten Grades der 2. Infanteriedivision. Er fungierte zwischen 1940 und 1941 als Assistierender Stellvertretender Chef des Generalstabes im Hauptquartier für Nationale Verteidigung und erhielt in dieser Verwendung am 1. Februar 1941 den vorübergehenden Rang als Brigadegeneral, den er bis zum 1. August 1941 innehatte. Im Anschluss kehrte er nach Großbritannien zurück und war zwischen dem 10. April und dem 1. August 1940 Brigadier im Generalstab des Kanadischen Korps.  Nach einer Verwendung vom 1. August 1941 bis zum 1. Februar 1942 als Chefverwaltungsoffizier des Königlich Kanadischen Panzerkorps, wurde ihm am 1. Februar 1942 abermals der vorübergehende Rang eines Brigadegenerals verliehen und er fungierte zwischen dem 1. Februar 1942 und dem 29. April 1943 als Kommandeur der 4. Panzerbrigade. Anschließend war er vom 29. April 1943 bis zum 10. Januar 1944 Kommandierender General der in England stationierten 2. Infanteriedivision und erhielt in dieser Verwendung am 1. Mai 1943 die Beförderung zum Generalmajor. Nach einer kurzen Verwendung vom 30. Januar 1944 bis zum 19. März 1944 als Kommandierender General der in Italien eingesetzten 5. Panzerdivision, wurde ihm am 20. März 1944 der kommissarische Rang eines Generalleutnants verliehen, den er bis zum 14. Oktober 1944 innehatte. Während dieser Zeit fungierte er zwischen dem 20. März und dem 5. November 1944 als Kommandierender General des I. Kanadischen Korps. Zuletzt war er im Zweiten Weltkrieg vom 5. Dezember 1944 bis zum 5. September 1945 Chef der kanadischen Sektion im Hauptquartier der in Nordwesteuropa operierenden 21. Heeresgruppe (21st Army Group) der British Army. In dieser Zeit nahm er an der Schlacht im Reichswald (7. bis 22. Februar 1945) sowie der Operation Plunder (23. bis 27. März 1945) genannten Überquerung des Rheins zwischen Emmerich und Wesel durch britische, kanadische und US-amerikanische Truppen. Für seine Verdienste in dieser Zeit wurde er am 4. April 1945 im Kriegsbericht erwähnt (Mentioned in dispatches).

### Chef des Stabes der UNTSA, Kommandeur der UNEF und Abrüstungsunterhändler

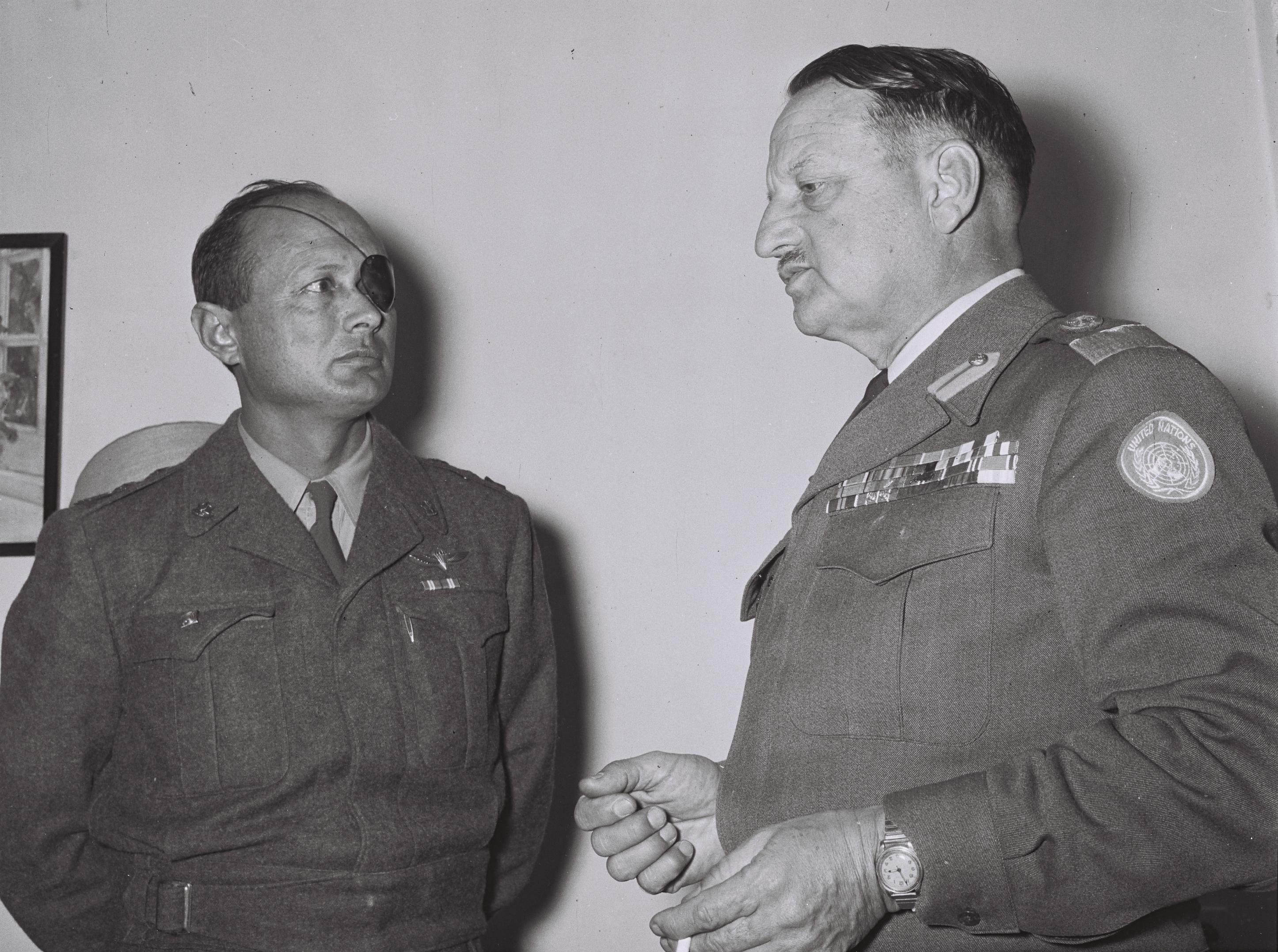
Generalmajor E. L. M. Burns (rechts) als Kommandeur der UNEF im Gespräch mit dem Generalstabschef der Israelischen Verteidigungsstreitkräfte Mosche Dajan (1957)

Nach Kriegsende war E. L. M. Burns, dem für seine Verdienste im Zweiten Weltkrieg auch mit dem Distinguished Service Order (DSO) ausgezeichnet wurde, von 1945 bis 1946 Generaldirektor für Rehabilitierung. Am 12. Juli 1947 wurde ihm das Tapferkeitskreuz (Αριστείον Ανδρείας) des Königreich Griechenland verliehen. Er war von 1950 bis 1954 stellvertretender Minister für Veteranenangelegenheiten und engagierte sich zudem als Präsident der United Nations Association in Canada (UNAC). Im Anschluss übernahm er als Nachfolger des dänischen Generalmajors Vagh Bennike im August 1954 den Posten als Kommandeur / Chef des Stabes der Organisation der Vereinten Nationen zur Überwachung des Waffenstillstands UNTSA (United Nations Truce Supervision Organization) im Nahen Osten. Er verblieb auf diesem Posten bis November 1956 und wurde dann von Oberst Byron V. Leary von der US Army abgelöst.
Im Zuge der Sueskrise wurde Burns auf Vorschlag der vom damaligen kanadischen Lester Pearson propagierten aktiveren Außenpolitik im November 1956 zum ersten Kommandeur der Notfalltruppe der Vereinten Nationen UNEF (United Nations Emergency Force) in Gaza ernannt, die den Frieden zwischen Israel und Ägypten sichern sollte. Er bekleidete diesen Posten bis zu seiner Ablösung durch den indischen Generalleutnant P. S. Gyani im Dezember 1959 und wurde am 1. Januar 1958 ebenfalls zum Generalleutnant befördert. Im Anschluss war er zwischen 1960 und 1968 Chefunterhändler Kanadas für Abrüstungsangelegenheiten beim 18-Nationen-Komitee für Abrüstung ENDC (Eighteen Nation Disarmament Committee) in Genf.
Am 6. Juli 1967 wurde er „für seine Dienste für Kanada im In- und Ausland“ zum Companion des Order of Canada (CC) ernannt. Er übernahm anschließend von 1969 bis 1975 eine Professur für strategische Studien an der Norman Paterson School for International Affairs der Carleton University.

## Veröffentlichungen
E. L. M. Burns verfasste ferner mehrere Fachbücher, die sich mit Abrüstungsfragen sowie der Gefahr eines Dritten Weltkrieges im Atomzeitalter befassten. Zu seinen Veröffentlichungen gehören:
- The radial-stereoplotter, National Research Council of Canada, Ottawa, 1937
- Between Arab and Israeli, Clarke, Irwin, Toronto, 1962
- Megamurder, Clarke, Irwin, Toronto, Vancouver, 1966
- General mud. Memoirs of two world wars, Clarke, Irwin, Toronto, 1970
- A seat at the table. The struggle for disarmament, Clarke, Irwin, Toronto, 1972
- The Third World War. Must Canada join in?, Norman Paterson School of International Affairs, Carleton University, Ottawa, 1975
- Defence in the nuclear age. An introduction for Canadians, Clarke, Irwin, Toronto, 1976